# Dawn Harper-Nelson
Dawn Harper-Nelson (ur. 13 maja 1984 w East Saint Louis) – amerykańska lekkoatletka specjalizująca się w biegach przez płotki.
W 2003 zwyciężyła w mistrzostwach panamerykańskich juniorów. 19 sierpnia 2008 została w Pekinie mistrzynią olimpijską w biegu na 100 metrów przez płotki. Rok później była siódma na mistrzostwach świata w Berlinie oraz zajęła drugą lokatę w światowym finale lekkoatletycznym. W 2011 zdobyła brąz mistrzostw świata. Rok później została wicemistrzynią olimpijską. Stawała na podium mistrzostw Stanów Zjednoczonych. Mieszka w Los Angeles, a jej trenerem jest Bob Kersee.
Zwyciężczyni łącznej punktacji Diamentowej Ligi 2012 i 2013 w biegu na 100 metrów przez płotki.
Rekordy życiowe: bieg na 60 metrów przez płotki (hala) – 7,98 (10 marca 2006, Fayetteville); bieg na 100 metrów przez płotki (stadion) – 12,37 (7 sierpnia 2012, Londyn) / 12,36w (28 czerwca 2009, Eugene).

## Osiągnięcia
| Rok  | Impreza                              | Miejsce       | Konkurencja                | Lokata     | Wynik |
| ---- | ------------------------------------ | ------------- | -------------------------- | ---------- | ----- |
| 2003 | Mistrzostwa panamerykańskie juniorów | Bridgetown    | bieg na 100 m przez płotki | 1. miejsce | 13,42 |
| 2006 | Młodzieżowe mistrzostwa NACAC        | Santo Domingo | bieg na 100 m przez płotki | 1. miejsce | 13,06 |
| 2008 | Igrzyska olimpijskie                 | Pekin         | bieg na 100 m przez płotki | 1. miejsce | 12,54 |
| 2008 | Światowy finał lekkoatletyczny IAAF  | Stuttgart     | bieg na 100 m przez płotki | 3. miejsce | 12,67 |
| 2009 | Mistrzostwa świata                   | Berlin        | bieg na 100 m przez płotki | 7. miejsce | 12,81 |
| 2009 | Światowy finał lekkoatletyczny IAAF  | Saloniki      | bieg na 100 m przez płotki | 2. miejsce | 12,61 |
| 2011 | Mistrzostwa świata                   | Daegu         | bieg na 100 m przez płotki | 3. miejsce | 12,47 |
| 2012 | Igrzyska olimpijskie                 | Londyn        | bieg na 100 m przez płotki | 2. miejsce | 12,37 |
| 2013 | Mistrzostwa świata                   | Moskwa        | bieg na 100 m przez płotki | 4. miejsce | 12,59 |
| 2014 | Puchar interkontynentalny            | Marrakesz     | bieg na 100 m przez płotki | 1. miejsce | 12,47 |
| 2015 | Mistrzostwa świata                   | Pekin         | bieg na 100 m przez płotki | półfinał   | DNF   |
| 2017 | Mistrzostwa świata                   | Londyn        | bieg na 100 m przez płotki | 2. miejsce | 12,63 |